# Panada (gastronomia sarda)
La panada (o sa panada, in lingua sarda) è un piatto tipico sardo conosciuto in tutta l'isola, con varie ricette tradizionali tra le quali si ricordano quelle dei comuni di Cuglieri, Assemini e Oschiri.  È possibile trovare panadas originali anche in altre località della Sardegna come a Berchidda, Ozieri, Thiesi, Pattada, Elmas, Capoterra, Sestu, Pula, Uta, Villacidro. Una diffusione a macchia d’olio nei comuni limitrofi a ognuna delle tre capitali sarde de sa panada, tale da poter ipotizzare degli areali di diffusione delle tre varianti.

## Etimologia
La parola panada, derivata dal latino panem, si rifà a quelle ricette di cibi avvolti nella pasta di pane già note in epoca romana, diffuse in Europa, Africa e Asia e presenti ancora nella penisola iberica e in quella italiana in epoca medievale-rinascimentale.

## Origini
Il piatto potrebbe essere di possibile origine spagnola, almeno nell'etimo e con riferimento alle empanada.  In Sardegna è un piatto tipico, oggi diventato anche un cibo di degustazione in numerose sagre dell'isola. Un prodotto gastronomico analogo per aspetto e lavorazione si produce nelle isole Baleari e più precisamente a Maiorca, dove è molto diffusa la cosiddetta Panada Mallorquina, ma è possibile trovare simili prodotti nei paesi sudamericani, come l'empanada peruviana o quella argentina.

## Caratteristiche
La panada è una torta salata costituita da un involucro di pasta violata (detta croxu in sardo campidanese), al cui interno sono contenuti - solitamente - carne, e altri condimenti. La panada per antonomasia si ritiene essere quella di anguille, tuttora ampiamente diffusa soprattutto nel Campidano, poiché in passato l'attività di sussistenza primaria del comune di Assemini è stata la pesca, in virtù della vicinanza alla Laguna di Santa Gilla, nonché per la presenza di anguille nel Lago Coghinas, a Oschiri.
Nella sua variante campidanese, viene servita in genere come secondo piatto e ha una portata minima di quattro persone, ma può considerarsi anche un pasto completo, vista la varietà di ingredienti e il notevole apporto calorico che la contraddistinguono.
Le varianti derivate dalla ricetta logudorese, viceversa, sono di dimensioni più ridotte e vengono consumate tipicamente come piatto unico, in particolare la gigante che ha al suo interno carne al sugo.
La variante oggi più consumata prevede tradizionalmente l'utilizzo di carne di agnello (o più raramente maiale o pollo), mentre le varianti vegetariane contengono piselli, carciofi o fave. Il condimento fondamentale è poi costituito da patate, pilarda (pomodori secchi), prezzemolo, occasionalmente aglio (per la variante campidanese). Nella variante logudorese il condimento fondamentale è di carne condita con aglio, prezzemolo e strutto. La variante vegetariana ha al suo interno zucchine, peperoni, melanzane, carciofi, patate; anch'essa è condita con aglio e prezzemolo. L'impasto, invece, è composto da farina di grano tipo "00", acqua, sale e olio (o strutto). La cottura tradizionale avviene in forno.
In Sardegna è assai diffusa anche la preparazione di un tipo di panada piccola da buffet (detta in lingua sarda panadedda, tradotto in italiano "piccola panada") per occasioni ed eventi festivi, in accompagnamento a insalate, dolci sardi o classici stuzzichini salati, quali paninetti e pizzette sfoglia alla cagliaritana. Il contenuto della panadedda è di più facile preparazione rispetto a quello della panada tradizionale: vi si ritrovano solitamente macinati di carne e patate, funghi, melanzane. Non è inconsueto, inoltre, che la panadedda oschirese venga fritta, in luogo della cottura in forno.
Nel 2016 la panada di Assemini con le anguille ha ottenuto la certificazione come PAT (prodotto agroalimentare tradizionale tipico della regione Sardegna).
In Spagna, precisamente nelle Isole Baleari a Palma di Maiorca esiste il culto religioso de Mare de Déu de la Panada approvato dalle competenti autorità religiose. L’immagine di Santa Maria della Panada fu benedetta il giorno 9 dicembre 1990 e si introdusse nell'Ermita de San'Honorat nella montagna sacra di Randa, luogo in cui riceve la venerazione dei fedeli, in modo speciale nel periodo pasquale. La sua festa va associata alla panada maiorchina, tipico prodotto gastronomico consumato in quei giorni. Caballeros e Damas di fede profonda le dedicano intensa venerazione. Per l'impegno scientifico alla ricercatrice Veronica Matta è stato assegnato un importante riconoscimento ufficiale: il titolo di Dama de Honor de Santa Maria de la Panada, la prima Dama sarda.